# Конструктивизм (философия)
Конструктиви́зм (от лат. constructio — построение) — одно из течений современной философии науки, возникшее в конце 70-х — начале 80-х годов XX века.
По сути это эпистемологические подходы, в которых познание воспринимается как активное построение субъектом интерпретации (модели) мира, а не как простое его отражение. Таким образом, конструктивизм в философии представляет собой теорию, согласно которой всякая познавательная деятельность является конструированием, то есть созданием некой конструкции. При этом различают узкий и широкий смысл термина «конструкция». В узком смысле, это построения и представления понятий в восприятии, геометрии и логике. В широком смысле, термин относится к особым аспектам миропонимания и самосознания — организующим, структурирующим, формирующим и образным.
Сторонники конструктивизма полагают, что не существует никакой иной реальности, кроме создаваемой человеком. А радикальные конструктивисты вообще утверждают, что вся реальность и суждения о ней — антропогенны, антропоморфны и аксиологичны. То есть не существует одинаковой для всех объективной и независимой от людей реальности. Так же как не существует независимой от людей, одинаковой для всех объективной, «божественной» по своему статусу, истины. Согласно конструктивистам, принципиальное отличие человека от других существ в том, что это не созерцательное, и даже не просто активное или деятельное, а именно конструктивное, творческое и постоянно «самотворящее» себя существо.
Основы конструктивизма в философии заложены работами таких учёных, как Ф. Варела, П. Вацлавик, Э. Глазерсфельд, Н. Луман, У. Матурана, Хейнц фон Ферстер, А. Шмидт и др.

## Радикальный конструктивизм
Теория, согласно которой знание принципиально не может соответствовать объективной реальности или «отражать» её, поскольку единственный доступный индивиду «реальный мир» представляет собой конструкцию, порождаемую самим индивидом в процессе познания на основе своего сенсорного опыта.
Ключевым вопросом радикального конструктивизма является отношение знания реальности (действительности) и самой действительности. Поэтому проблемой философского исследования становится не сама действительность, а способы её конструкции, что требует обращения к конкретным, эмпирически фиксируемым операциям наблюдения тех или иных агентов или наблюдающих систем.
Основными представителями радикального конструктивизма считаются Эрнст фон Глазерсфельд, Пауль Вацлавик, Умберто Матурана, Хайнц фон Фёрстер и др.

## Социальный конструктивизм
Социологическая и психологическая теория, изучающая процессы социо-психологического конструирования социальной реальности в человеческой активности. Социальная реальность и социальное взаимодействие индивидов рассматриваются как совокупность мыслей, идей и ценностей и не могут быть сведены к материальным, в философском понимании, условиям. Возникновение социального конструктивизма связано с именем советского психолога Л. С. Выготского.

## Моральный конструктивизм
Моральный конструктивизм признает существование этических фактов, но считает их конструкциями практического разума или результатами применения определённой процедуры. Мораль в определённом смысле создается нами или нашими идеализированными версиями. Одной из версий морального конструктивизма является процедурализм, которого придерживается К. Корсгиард. Эта теория одобряет определённую гипотетическую процедуру как детерминирующую, какие принципы составляют приемлемые моральные стандарты. Конструктивизм Корсгиард стремится показать, что любой агент просто в силу того, что является агентом, неизбежно должен подчиняться определённым правилам. Агент является личностью, которая действует, и не просто действует, а действует, руководствуясь рациональными основаниями. Чтобы быть такой личностью, человек должен ценить себя как личность, а значить ценить личность вообще, из чего следует необходимость морального категорического императива.